# Euchlaena manubiaria
Euchlaena manubiaria là một loài bướm đêm trong họ Geometridae.